# المركز الوطني لتقنيات شبكات المستقبل
المركز الوطني لتقنيات شبكات المستقبل هو مركز سعودي تأسس أبريل 2022م، لشراكة بين وزارة الاتصالات وتقنية المعلومات، وكلية علوم الحاسب والمعلومات التابعة إلى جامعة الملك سعود في الرياض.

## الأهداف
- تمكين تقنيات الجيل الخامس وتطوير تطبيقاتها.
- تعزيز الوعي بتقنيات الجيل الخامس.
- تنمية المواهب الوطنية في تقنيات الجيل الخامس.
- جانب التعاون في الأمن السيبراني للجيل الخامس.
- تنمية الثقة الرقمية.
- تعزيز البنية التحتية الرقمية.
- تطوير التقنيات الناشئة.
- تطوير المدن الذكية.
- تطوير القدرات والمهارات الرقمية والابتكار الرقمي.[2]